# كريستوف ميتسلدر
كريستوف ميتزيلدر (بالألمانية: Christoph Tobias Metzelder) من مواليد 5 نوفمبر 1980 في هالترن في ألمانيا، لاعب كرة قدم ألماني سابق.
لعب لعدة أندية أوروبية منها ريال مدريد ونادي شالكة.
بدأ باللعب مع منتخب ألمانيا لكرة القدم في سنة 2001.

## حيازة مواد إباحية عن الأطفال
خضع ميتسيلدر للتحقيق بشأن توزيع محتمل لمواد إباحية عن الأطفال، ما دفعه للاستقالة من منصبه كرئيس لناديه السابق توس هالتن آم زي في سبتمبر 2019.
في 4 سبتمبر 2020، أعلنت محكمة مقاطعة دوسلدورف تقديم لائحة اتهام رسمية ضد ميتسيلدر من قبل النيابة العامة. ولم تُفصح النيابة عن شبهات محددة. أوضحت المحكمة في بيان صحفي أن شاهدتين تلقتا 10 و16 صورة إباحية لأطفال على التوالي، بالإضافة إلى مقطعين فيديو، بينما تلقت شاهد ثالثة صورة واحدة - جميعها نُشرت عبر حساب واتساب الخاص بميتسيلدر. كما عُثر على قرابة 300 ملف يحتوي مواد إباحية لأطفال على هاتفه المُصادر. نَفى ميتسيلدر التهم عبر محاميه. وفي 14 سبتمبر، أفادت تقارير أن محكمة دوسلدورف "أشارت ضمناً" إلى اعتراف ميتسيلدر. في 29 أبريل 2021، حُكم عليه بالسجن لمدة 10 أشهر مع وقف التنفيذ بتهمة حيازة وتوزيع مواد إباحية لأطفال. وأقرّ خلال المحاكمة بجمع ونشر تلك المواد، مشيراً إلى مشاركته في "خيالات خلال الدردشات".
في أبريل 2021، ذكر محاميه أنه يخضع لجلسات نفسية تتعلق بسلوكه الجنسي أو تعامله مع النساء في مواقف معينة لكنهُ بالتأكيد ليس ممن ينجذبون جنسياً للأطفال.

## روابط خارجية
- كريستوف ميتسلدر على موقع IMDb (الإنجليزية)
- كريستوف ميتسلدر على موقع الاتحاد الدولي (مؤرشف)  (الإنجليزية)
- كريستوف ميتسلدر على موقع الاتحاد الأوربي (الإنجليزية)
- كريستوف ميتسلدر على موقع قاعدة بيانات كرة القدم.إي يو (الإنجليزية)
- كريستوف ميتسلدر على موقع بيانات كرة القدم. دي إي (الألمانية)
- كريستوف ميتسلدر على موقع ليكيب (الفرنسية)
- كريستوف ميتسلدر على موقع ناشيونال فوتبول تيمز (الإنجليزية)
- كريستوف ميتسلدر على موقع Soccerway.com (الإنجليزية)
- كريستوف ميتسلدر على موقع عالم كرة القدم.نت (الإنجليزية)
- كريستوف ميتسلدر على موقع كووورة
- كريستوف ميتسلدر على موقع AS.com (الإسبانية)